# Fobos. Klub strakha
Fobos. Klub strakha (russisk: Фобос. Клуб страха) er en russisk spillefilm fra 2010 af Oleg Asadulin.

## Medvirkende
- Pjotr Fjodorov som Mike
- Timofej Karatajev som Aleksandr
- Alex Sparrow som Zjenja
- Tatjana Kosmatjeva som Julia
- Agnija Kuznetsova som Vika